# Campeonato Cearense de Futebol da Terceira Divisão de 2007
O Campeonato Cearense de Futebol - Terceira Divisão de 2007 foi a 4ª edição  do torneio e contou com 15 times.

## Equipes Participantes
Campeonato disputado por :
- Alto Santo Esporte Clube (Alto Santo)
- América Football Club (Fortaleza)
- Aracati Esporte Clube (Aracati)
- Associação Desportiva Arsenal de Caridade (Caridade)
- Barbalha Futebol Clube (Barbalha)
- Associação Esportiva Baturité (Baturité)
- Calouros do Ar Futebol Clube (Fortaleza)
- Crateús Esporte Clube (Crateús)
- Jardim Sport Clube (Jardim)
- Maracanã Esporte Clube (Maracanaú)
- Centro Esportivo Morada Nova (Morada Nova)
- Associação Desportiva Tauá (Tauá)
- Sociedade Esportiva e Cultural Terra e Mar Clube (Fortaleza)
- Tianguá Esporte Clube (Tianguá)
- União Desportiva Messejana (Fortaleza)

## Classificação

### Primeira Fase
Grupo A 
- 1º Terra e Mar (16 pts)
- 2º União Messejana (08 pts)
- 3º América (06 pts)
- 4º Calouros do Ar (04 pts)

Grupo B
- 1º Alto Santo (18 pts)
- 2º Aracati (12 pts)
- 3º Baturité (06 pts)
- 4º Morada Nova (00 pts)

Grupo C
- 1º Crateús (07 pts)
- 2º Arsenal de Caridade (06 pts)
- 3º Tianguá (04 pts)

Grupo D
- 1º Barbalha (13 pts)
- 2º Maracanã (11 pts)
- 3º Tauá (06 pts)
- 4º Jardim (02 pts)

### Segunda Fase
Grupo E
- 1º União Messejana (09 pts)
- 2 Terra e Mar (09 pts)
- 3º Alto Santo (07 pts)
- 4º Aracati (04 pts)

Grupo F
- 1º Maracanã (12 pts)
- 2º Barbalha (08 pts)
- 3º Arsenal de Caridade (08 pts)
- 4º Crateús (03 pts)

### Fase Final
Grupo G
- 1º Barbalha (12 pts) (campeão e promovido)
- 2º Maracanã (11 pts) (vice campeão e promovido)
- 3º Terra e Mar (10 pts)
- 4º União Messejana (01 pts)